# Sven Storm

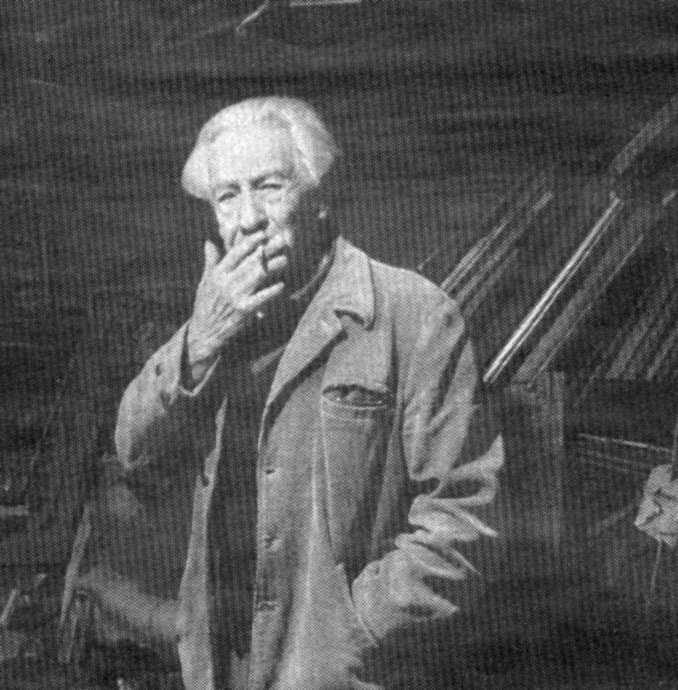

Sven Storm, född 18 december 1905 i Stockholm, död 1 februari 1990, var en svensk målare och tecknare.
Han var son till Ragnhild Storm och gift med Hana Seina Berman 1943. Storm växte upp i Leningrad och fick sin konstnärliga utbildning vid konstakademien i Riga 1924–1926 och under studieresor till Frankrike och Rumänien.  
I Leningrad upplevde han den röda revolutionen på nära håll och han skrev tidigt in sig i kommunistpartiet och använde sin konst som ett agitationsmedel. Tillsammans med Annelise Emond och Olov Liljegren ställde han ut på Josefssons konsthall i Stockholm 1936 och tillsammans med Gösta Sjödahl på SSU:s studiehem. Separat ställde han bland annat ut på Galleri Variant, Färg och Form, Modern konst i hemmiljö och medverkade i samlingsutställningar i Örebro, Malmö, Umeå, Kramfors och Stockholm. Han medverkade med politiska teckningar i Clartés publikation Mänsklighet. Sven Storms konst skildrar folklivet, arbetarklassen, landskap, stadsvyeroch anekdotiska folklivsbilder.
Sven Storm är representerad vid bland annat Moderna museet.

## Utställningar
- 1936 Josefssons konsthall
- 1942 Galleri Variant: Tillsammans med Annelise Emond och Olov Liljegren
- 1947 SSU:s studenthem: Tillsammans med Gösta Sjödahl
- 1950 Färg och Form
- 1957 Modern konst i hemmiljö: Serie bilder ifrån Knäbäck i Skåne

Han var också med på utställningar i bland annat Örebro 1934, Malmö 1946, Arvidsjaur, Umeå och Kramfors 1949, Clarté i Stockholm 1951, Galleri 52 och Kungshallen i Stockholm 1952 och i Falkenberg 1953.